# NGC 2172
NGC 2172 (również ESO 57-SC65) – gromada otwarta, znajdująca się w gwiazdozbiorze Złotej Ryby. Należy do Wielkiego Obłoku Magellana. Odkrył ją John Herschel 31 stycznia 1835 roku.